# Oblong
Oblong és una població dels Estats Units a l'estat d'Illinois. Segons el cens del 2000 tenia 1.580 habitants.

## Demografia
Segons el cens del 2000, Oblong tenia 1.580 habitants, 681 habitatges, i 439 famílies. La densitat de població era de 642,1 habitants/km².
Dels 681 habitatges en un 27,6% hi vivien nens de menys de 18 anys, en un 48,9% hi vivien parelles casades, en un 12,3% dones solteres, i en un 35,4% no eren unitats familiars. En el 32,3% dels habitatges hi vivien persones soles el 18,5% de les quals corresponia a persones de 65 anys o més que vivien soles. El nombre mitjà de persones vivint en cada habitatge era de 2,25 i el nombre mitjà de persones que vivien en cada família era de 2,81.
Per edats la població es repartia de la següent manera: un 22,8% tenia menys de 18 anys, un 7,7% entre 18 i 24, un 24,9% entre 25 i 44, un 20,8% de 45 a 60 i un 23,9% 65 anys o més.
L'edat mediana era de 41 anys. Per cada 100 dones de 18 o més anys hi havia 80,5 homes.
La renda mediana per habitatge era de 27.409 $ i la renda mediana per família de 36.532 $. Els homes tenien una renda mediana de 27.135 $ mentre que les dones 20.560 $. La renda per capita de la població era de 14.926 $. Aproximadament el 7% de les famílies i el 9,9% de la població estaven per davall del llindar de pobresa.

## Poblacions properes
El següent diagrama mostra les poblacions més properes.